# Coleophora supinella
Coleophora supinella is een vlinder uit de familie kokermotten (Coleophoridae). De wetenschappelijke naam is voor het eerst geldig gepubliceerd in 1949 door Ortner.
De soort komt voor in Europa.